# Zapovednik Wolga-Bossteppe
Zapovednik Wolga-Bossteppe of Zapovednik Privolzjskaja Lesostep (Russisch: Приволжская лесостепь государственный природный заповедник), is een strikt natuurreservaat gelegen in het westen van Europees Rusland en ligt in de oblast Penza. De oprichting tot zapovednik vond plaats op 26 juli 1989 per decreet (№ 232/1989) van de Raad van Ministers van de Russische SFSR. Het gebied bestaat uit vijf verschillende clusters, met een gezamenlijke oppervlakte van 84,257 km². Ook werd er een bufferzone van 165,15 km² ingesteld.

## Deelgebieden
Zapovednik Wolga-Bossteppe omvat de volgende vijf clusters:
- Poperetsjenskaja step (Попереченская степь) - Dit deelgebied ligt in een relict van zwarte aarde buiten de zwarte-aardegordel en wordt grotendeels bedekt door steppevegetatie.[1]
- Ostrovtsovskaja lesostep (Островцовская лесостепь) - Dit deelgebied ligt in een relict van zwarte aarde buiten de zwarte-aardegordel en wordt bedekt door bossteppen.[1]
- Koentsjerovskaja lesostep (Островцовская лесостепь) - De zuidelijke, zandige hellingen van dit gebied zijn bedekt met een typische, zuidelijke steppevorm. Deze worden gedomineerd door Helictotrichon desertorum, een soort veldhaver.[1]
- Borok (Борок) - Dit deelgebied ligt direct ten oosten van het plaatsje Staroje Sjatkino. Het is een klein bosgebied gelegen aan de rivier Kadada, een linkerzijrivier van de Soera.[1]
- Verchovja Soery (Верховья Суры) - Dit deelgebied is het grootste qua oppervlakte en vormt een bosgebied aan de bovenloop van de rivier Soera.[1]

## Kenmerken
De vijf deelgebieden van Zapovednik Wolga-Bossteppe worden beschermd vanwege hun typische bossteppekarakter. De gebieden zijn uniek qua bodemstructuur en floristische compositie. De clusters Verchovja Soery en Borok zijn grotendeels bebost, waarbij het eerstgenoemde cluster elementen van de taigazone bevat.

## Dierenwereld
In de steppeclusters zijn zoogdieren aan te treffen als hamster (Cricetus cricetus), grote paardenspringmuis (Allactaga major) en steppelemming (Lagurus lagurus) en vogels als veldleeuwerik (Alauda arvensis), paapje (Saxicola rubetra) en kwartel (Coturnix coturnix). Het is ook een foerageergebied voor bijvoorbeeld de zwarte wouw (Milvus migrans), die in de naastgelegen bosgebieden broedt. Minder algemeen zijn broedvogels als grauwe kiekendief (Circus pygargus) en velduil (Asio flammeus).
In de bosgebieden van Verchovja Soery zijn vooral vogels als houtsnip (Scolopax rusticola), gekraagde roodstaart (Phoenicurus phoenicurus), bonte vliegenvanger (Ficedula hypoleuca) en typische taigasoorten als auerhoen (Tetrao urogallus), boskoekoek (Cuculus optatus) en drieteenspecht (Picoides tridactylus) te vinden. Deelgebied Borok is eveneens bebost, maar verliest hier zijn taigakarakter. In Borok zijn vogels als gekraagde roodstaart en fluiter (Phylloscopus sibilatrix) echter nog steeds algemeen en in moerasachtige delen broedt bijvoorbeeld ook de blauwe kiekendief (Circus cyaneus). Langs de rivieren in zowel Verchovja Soery als Borok komen zoogdieren voor als bever (Castor fiber) en eland (Alces alces).